# Abuso del alcohol
El abuso del alcohol es un diagnóstico psiquiátrico previo en el cual se produce un uso nocivo recurrente del alcohol a pesar de sus consecuencias negativas. En 2013 se reclasificó como trastorno por consumo de alcohol (alcoholismo) junto con la dependencia del alcohol. Hay dos tipos de abuso de alcohol, aquellos que  se manifiestan en tendencias antisociales y de búsqueda de placer, y aquellos que se producen por un estado de agobio por la ansiedad y son capaces de no beber durante largos períodos de tiempo, pero no pueden controlarse una vez que comienzan. El consumo excesivo de alcohol es otra forma de abuso de alcohol. Según las encuestas en el Reino Unido los bebedores que más consumen son los adolescentes. En 2013, 139.000 muertes en todo el mundo se debieron directamente al abuso del alcohol, más 384.000 que habría que sumar debidas a la cirrosis por el consumo excesivo de alcohol.

## Definiciones
El abuso de alcohol daña la salud, las relaciones interpersonales o la capacidad para trabajar. Según Gelder, Mayou y Geddes (2005) el abuso de alcohol está relacionado con el suicidio. Afirman que el riesgo de suicidio es alto en los hombres mayores que tienen un historial de consumo de alcohol, así como en los que sufren de depresión. Son características del abuso del alcohol el incumplimiento de las responsabilidades en el trabajo, la escuela o el hogar; beber en situaciones peligrosas, incluida la conducción de un vehículo de motor; y continuar bebiendo a pesar de los problemas causados o empeorados por la bebida. El abuso del alcohol puede conducir a la dependencia del alcohol. En el manual de diagnóstico, el abuso del alcohol en el DSM-5 se combina con la dependencia del alcohol para crear un trastorno unificado, el trastorno por consumo de alcohol (AUD), que tiene una gravedad clínica gradual de moderada a grave con al menos 2 criterios para realizar el diagnóstico. En los adolescentes, el DSM-5 propone que los diagnósticos que cumplan con 2 o 3 criterios serían similares al abuso de alcohol, mientras que cumplir con más de 4 criterios sería equivalente a la dependencia del alcohol, en comparación con el DSM-IV.
El abuso del alcohol tiene riesgos tanto a corto como a largo plazo. Si una persona conduce en estado de embriaguez o consume de manera compulsiva de manera excesiva (más de cinco bebidas estándar en una sesión), se considera que está incurriendo en el abuso de alcohol. El abuso de alcohol incluye a corto plazo, entre otras situaciones, violencia, lesiones, actividades sexuales sin protección y, además, problemas sociales y financieros.
Las personas adultas mayores (más de 65 años) a menudo son ignoradas cuando se habla del abuso del alcohol. Un menor volumen de alcohol consumido tiene un mayor impacto en el adulto mayor que en un individuo más joven. Como resultado, la American Geriatrics Society recomienda para un adulto mayor sin factores de riesgo conocidos menos de una bebida al día o menos de dos bebidas con ocasión de una celebración, independientemente del sexo, esto es menos cantidad que las recomendaciones actuales de consumo máximo de alcohol por semana para los adultos que se recomienda  sean nueve bebidas para un hombre y siete para una mujer.

### Consumo excesivo de alcohol
En los Estados Unidos, el consumo excesivo de alcohol se define como el consumo de más de cinco bebidas en hombres y cuatro unidades en mujeres. Aumenta las posibilidades de que se produzca vandalismo, peleas, conductas violentas, lesiones, conducir en estado de ebriedad, problemas con la policía, consecuencias negativas para la salud, sociales, económicas o legales. El consumo excesivo de alcohol también se asocia con déficits neurocognitivos del procesamiento del lóbulo frontal y del deterio de la memoria de trabajo, así como de ser responsable del retraso en los déficits de la memoria auditiva y verbal.
El consumo excesivo de alcohol combinado con el estrés de volver al trabajo es un factor que contribuye a las muertes de los lunes por ataques cardíacos. Las posibilidades de volverse dependiente aumentan mucho en los hombres que toman 15 o más copas cada semana o en las mujeres que toman 12 o más copas cada semana. Esto se conoce como dependencia del alcohol.
Se cree que una forma de evitar las borracheras es aumentar la edad legal para beber.

## Señales y síntomas
Las personas con un trastorno por consumo de alcohol a menudo se quejan de dificultades en las relaciones interpersonales, problemas en el trabajo o en la escuela, y problemas legales. Además, las personas pueden quejarse de irritabilidad e insomnio. El abuso del alcohol es también una causa importante de fatiga crónica.
Los signos de abuso de alcohol están relacionados con los efectos del alcohol en los  órganos. Sin embargo, aunque estos hallazgos están presentes a menudo no son necesarios para hacer un diagnóstico de abuso de alcohol. Los signos de abuso de alcohol muestran sus efectos drásticos en el sistema nervioso central, además de la embriaguez y el mal juicio se produce una ansiedad crónica, irritabilidad e insomnio. Los efectos del alcohol en el hígado incluyen elevación de las pruebas de función hepática (clásicamente, la AST es al menos dos veces más alta que la ALT). El consumo prolongado conduce a cirrosis e insuficiencia hepática. Con la cirrosis, los pacientes desarrollan incapacidad para procesar hormonas y toxinas. La piel de un paciente con cirrosis alcohólica puede presentar angiomas rojizos, eritema palmar y, en casos de insuficiencia hepática aguda, ictericia y ascitis. Los trastornos del sistema endocrino conducen al crecimiento de los senos masculinos. La incapacidad para procesar toxinas conduce a una enfermedad hepática, la encefalopatía hepática.
El abuso de alcohol puede provocar daños cerebrales que causan deficiencias en el funcionamiento ejecutivo, como alteraciones de la memoria de trabajo, habilidades visoespaciales, y puede provocar el desarrollo de una personalidad anormal y de trastornos afectivos. El consumo excesivo de alcohol se asocia con personas que dicen tener una salud de aceptable a mala y que pueden empeorar progresivamente con el tiempo , en comparación con las personas que no beben demasiado. El alcohol también causa deterioro en el pensamiento crítico de una persona. La capacidad de una persona para razonar en situaciones estresantes se ve alterada, y esta parece muy poco atenta a lo que sucede a su alrededor. Las habilidades sociales se ven afectadas significativamente en las personas que sufren de alcoholismo debido a los efectos neurotóxicos del alcohol en el cerebro, especialmente en el área de la corteza prefrontal del cerebro. Las habilidades sociales que se ven afectadas por el abuso del alcohol incluyen las deficiencias en la percepción de las emociones faciales, la dificultad para percibir las emociones vocales y los déficits de la teoría de la mente; la capacidad de comprender el humor también se ve afectada en los alcohólicos. Los bebedores compulsivos adolescentes son más sensibles a las funciones neurocognitivas perjudiciales, especialmente las funciones ejecutivas y la memoria. Las personas que abusan del alcohol tienen menos probabilidades de sobrevivir a una enfermedad crítica con un mayor riesgo de sufrir sepsis y tienen más probabilidades de morir durante la hospitalización.

### Violencia
El abuso de alcohol está significativamente asociado con el suicidio y la violencia. El alcohol es el problema de salud más importante en las comunidades de nativos americanos debido a las altas tasas de dependencia y abuso del alcohol; hasta el 80 por ciento de los suicidios y el 60 por ciento de los actos violentos son resultado del abuso del alcohol en las comunidades nativas americanas. En los Estados Unidos, la violencia relacionada con el alcohol está relacionada con lesiones más graves y casos crónicos.

### Embarazo

Un pictograma sobre bebidas alcohólicas promoviendo cero alcohol durante el embarazo

El abuso de alcohol entre las mujeres embarazadas tiene como consecuencia que los bebés desarrollen el síndrome de alcoholismo fetal. El síndrome de alcoholismo fetal es el patrón de anormalidades físicas y el deterioro del desarrollo mental que se observa con una frecuencia cada vez mayor entre los niños con madres alcohólicas. La exposición al alcohol en un feto en desarrollo puede provocar la desaceleración del desarrollo del cerebro fetal, lo que ocasiona un retraso severo o la muerte. Los bebés que sobreviven pueden sufrir anormalidades graves como ojos anormales, fisuras, labios y cerebelo incompleto. Algunos bebés pueden desarrollar enfermedad pulmonar. Incluso es posible que durante el embarazo el bebé desarrolle defectos cardíacos, como un defecto del tabique ventricular o una comunicación interauricular. Los expertos sugieren que las mujeres embarazadas no tomen más de una unidad de alcohol por día. Sin embargo, otras organizaciones aconsejan la abstinencia completa del alcohol durante el embarazo.

### Adolescencia
La adolescencia y el inicio de la pubertad tienen un impacto tanto fisiológico como social en una persona en desarrollo. Alrededor de la mitad de los estudiantes de 12 ° grado se han embriagado y una tercera parte bebe de manera compulsiva. Aproximadamente el 3% bebe todos los días. Los niños de 16 años o menos que consumen alcohol presentan síntomas de trastorno de conducta. Sus síntomas incluyen comportamiento problemático en la escuela, mentir constantemente, problemas de aprendizaje y deficiencias sociales.
El abuso de alcohol durante la adolescencia aumenta en gran medida el riesgo de desarrollar un trastorno por consumo de alcohol en la edad adulta debido a los cambios en los neurocircuitos que el abuso del alcohol causa en el cerebro adolescente vulnerable. En estudios recientes se ha demostrado que el consumo inicial en edades jóvenes entre los hombres están asociadas con mayores tasas de abuso de alcohol dentro de la población general.
Las desigualdades sociales (entre otros factores) influyen en la decisión de los adolescentes de consumir alcohol. Un estudio sugiere que las niñas son mal vistas por "beber como los hombres", mientras que las revistas que se dirigen a la población masculina envían mensajes subyacentes a los niños y los hombres de que el consumo de alcohol es "masculino". (Bogren, 2010)

## Causas
La causa del abuso de alcohol es compleja. El abuso de alcohol está relacionado con orígenes económicos y biológicos y está asociado con consecuencias adversas para la salud. La presión de grupo influye en las personas para que abusen del alcohol; sin embargo, la mayor parte de la influencia de los iguales se debe a percepciones inexactas de los riesgos del abuso de alcohol. Según Gelder, Mayou y Geddes (2005), el fácil acceso al alcohol es una de las razones por las cuales las personas abusan del alcohol ya que esta sustancia se obtiene fácilmente en las tiendas. Otro factor de influencia entre los adolescentes y los estudiantes universitarios son las percepciones de las normas sociales para beber; la gente a menudo beberá más para no quedarse atrás de  sus compañeros, ya que creen que sus compañeros beben más de lo que realmente beben. También pueden creer que podrán beber más dado el contexto (por ejemplo, evento deportivo, fiesta de fraternidad, etc.). Esta percepción de las normas da como resultado un mayor consumo de alcohol de lo normal. El abuso del alcohol también se asocia con la aculturación, porque los factores sociales y culturales, como las normas y actitudes de un grupo étnico, pueden influir en el abuso del alcohol..

### Enfermedad mental
Una persona que hace mal uso del alcohol puede estar haciéndolo porque descubren que los efectos del alcohol alivian un problema psicológico, como ansiedad o depresión. A menudo, tanto el uso indebido de alcohol como los problemas psicológicos deben tratarse al mismo tiempo.[cita requerida]
Los efectos insensibilizadores del alcohol y los narcóticos pueden convertirse en una estrategia de afrontamiento para las personas traumatizadas que no pueden disociarse del trauma. Sin embargo, el estado alterado o intoxicado del abusador impide la plena conciencia necesaria para la curación

### Pubertad
Las diferencias de género pueden afectar los patrones de consumo de alcohol y el riesgo de desarrollar trastornos por consumo de alcohol. Los comportamientos de búsqueda de sensaciones han demostrado estar asociados con la maduración puberal avanzada, así como con la compañía de compañeros problemáticos. La maduración temprana de la pubertad, como lo indica el desarrollo morfológico y hormonal avanzado, se ha relacionado con el aumento del consumo de alcohol en individuos masculinos y femeninos.

## Mecanismos
El consumo excesivo de alcohol causa neuroinflamación y conduce a alteraciones de la mielina y a la pérdida de sustancia blanca. El cerebro adolescente en desarrollo tiene un mayor riesgo de daño cerebral y otras alteraciones duraderas del cerebro. Los adolescentes con un trastorno por consumo de alcohol muestran daño en el hipocampo, la corteza prefrontal y los lóbulos temporales.
Hasta hace poco, los mecanismos subyacentes que median el vínculo entre la maduración puberal y el aumento del consumo de alcohol en la adolescencia no se entendían bien. Ahora la investigación ha sugerido que los niveles de hormonas esteroides sexuales pueden desempeñar un papel en esta interacción.  Se ha demostrado que los niveles elevados de estradiol y testosterona en adolescentes varones en desarrollo puberal están relacionados con un mayor consumo de alcohol. Se ha sugerido que las hormonas sexuales promueven las conductas de consumo de alcohol en los adolescentes mediante la estimulación de áreas en el cerebro adolescente masculino asociadas con el procesamiento de la recompensa. Las mismas asociaciones con los niveles hormonales no se demostraron en mujeres que experimentan el desarrollo puberal. Se ha formulado la hipótesis de que las hormonas esteroides sexuales, como la testosterona y el estradiol, son estimulantes para el cerebro masculino que funcionan para promover comportamientos de búsqueda de sensaciones y de búsqueda de estatus, y dan como resultado un mayor consumo de alcohol. Además se ha relacionado con la enzima TTTan aromatasa, que funciona en el cerebro masculino para convertir la testosterona en estradiol, con comportamientos adictivos y de búsqueda de recompensa. Por lo tanto, la mayor actividad de la enzima puede influir en los comportamientos de consumo de alcohol en adolescentes varones durante el desarrollo puberal. Los mecanismos subyacentes para el consumo y abuso de alcohol femenino aún se están estudiando, pero se cree que están muy influenciados por cambios morfológicos, en lugar de hormonales, durante la pubertad, así como por la presencia de grupos de compañeros problemáticos.
El cerebro pasa por cambios dinámicos durante la adolescencia como resultado del avance de la maduración puberal, y el alcohol puede dañar los procesos de crecimiento a corto y largo plazo en los adolescentes. El efecto rápido de las drogas libera el neurotransmisor dopamina que actúa como refuerzo del comportamiento.

## Diagnosis

### DSM
Para ser diagnosticados con trastorno por consumo de alcohol (AUD), los individuos deben cumplir con ciertos criterios señalados en el Manual Diagnóstico y Estadístico de Trastornos Mentales (DSM). En el DSM-5, la versión actual del DSM, cualquiera que cumpla con dos de los 11 criterios durante un período de 12 meses seguidos recibe un diagnóstico de AUD. La gravedad de un AUD-leve, moderado o grave-se basa en la cantidad de criterios cumplidos.
Para evaluar si tú o un ser querido puede tener un AUD, aquí hay algunas preguntas para responder.
En el último año:
- ¿Hubo momentos en que terminaste bebiendo más de lo que esperabas?
- Más de una vez, ¿quisiste reducir o dejar de beber, o lo intentaste, pero no pudiste?
- ¿Pasaste mucho tiempo bebiendo? ¿O te costó mucho tiempo superar los efectos secundarios?
- ¿Experimentaste una fuerte ansia de beber?
- ¿Encontraste que beber - o estar enfermo por beber - interfería a menudo con la atención a tu hogar o familia? ¿O te ha causado problemas de trabajo? ¿O problemas escolares?
- ¿Continuaste bebiendo a pesar de que estabas causando problemas a tu familia o amigos?
- ¿Has abandonado o reducido actividades que te resultaron importantes o interesantes, o que te gustaban, para poder beber?
- En más de una ocasión, te viste envuelto en situaciones durante o después de beber que aumentaron tus probabilidades de hacerte daño (como conducir, nadar, usar maquinaria, caminar por una zona peligrosa o tener relaciones sexuales sin protección).
- ¿Continuaste bebiendo a pesar de que te hacía sentir deprimido o ansioso? ¿O después de haber tenido un apagón de memoria?
- ¿Alguna vez tuviste que beber mucho más de lo que antes bebías para obtener el efecto que deseabas? ¿O descubriste que tu número habitual de bebidas te hizo mucho menos efecto que antes?
- ¿Encontraste que cuando los efectos del alcohol se desvanecían, sufrías síntomas de abstinencia, como problemas para dormir, temblores, irritabilidad, ansiedad, depresión, inquietud, náuseas o sudoración? ¿O percibiste cosas que en realidad no estaban allí?

### Exploración
La Prueba de Identificación de Trastornos Relacionados con el Consumo de Alcohol (AUDIT) se considera la herramienta más precisa para identificar el potencial uso indebido del alcohol, incluida la dependencia. Fue desarrollada por la Organización Mundial de la Salud, diseñada inicialmente para su uso en entornos de atención primaria de salud con orientación de apoyo.

## Prevención

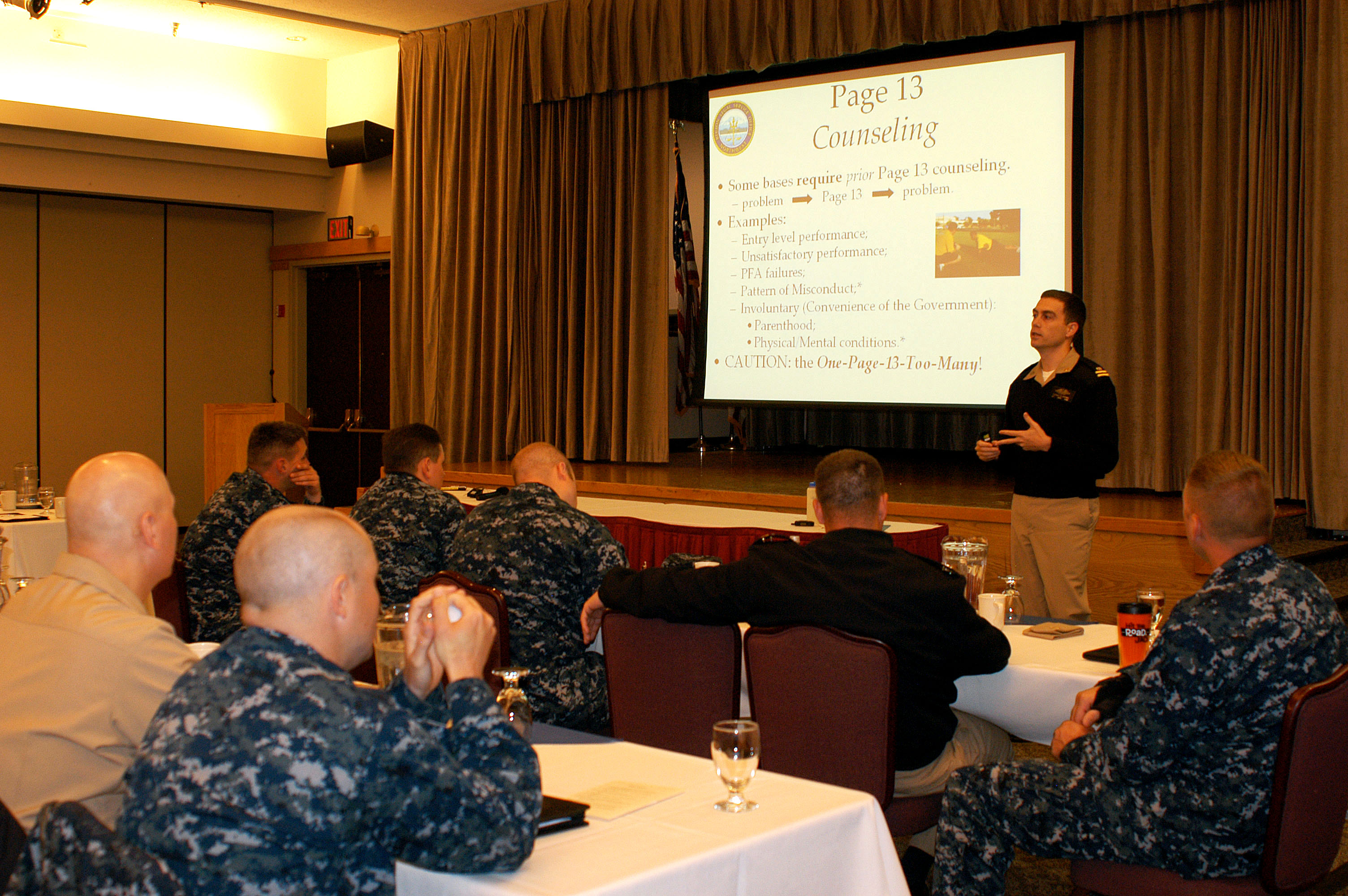
La Marina de los Estados Unidos ofrece capacitación informativa y en profundidad sobre la prevención del abuso de alcohol y drogas a marineros y mandos.

La prevención o reducción del daño se ha tratado de hacer a través del aumento de los impuestos sobre el alcohol, la regulación más estricta de la publicidad del alcohol y la provisión de intervenciones breves. Las Intervenciones breves para el abuso del alcohol reducen la incidencia de relaciones sexuales sin protección, violencia sexual, embarazo no planificado y, probablemente, transmisión de ETS. No se ha encontrado que la información y la educación sobre las normas sociales y los daños asociados con el abuso del alcohol señalados a través de Internet o cara a cara den como resultado un beneficio significativo en el cambio de conductas nocivas con la bebida en los jóvenes.
De acuerdo con la legislación europea, las personas que sufren de abuso de alcohol u otros problemas relacionados no pueden obtener el carnet de conducir, o si lo poseen no pueden renovarlo. Esta es una forma de evitar que las personas conduzcan bajo la influencia del alcohol, pero no previene el abuso de alcohol per se.
La necesidad de alcohol de una persona puede depender del historial de consumo de alcohol de su familia. Por ejemplo, si se descubre que su historial familiar con el alcohol tiene un patrón fuerte, podría existir la necesidad de establecer un programa de educación para reducir la probabilidad de recurrencia (Powers, 2007). Sin embargo, los estudios han establecido que las personas con abuso de alcohol tienden a tener familiares que intentan ayudarlos. En muchas de estas ocasiones, los miembros de la familia tratan de ayudar al individuo a cambiar o ayudan a mejorar el estilo de vida de la persona.

## Tratamiento
El tratamiento y la intervención de los jóvenes deberían centrarse en eliminar o reducir los efectos de las experiencias adversas de la infancia, como el maltrato infantil, ya que estos son factores de riesgo comunes que contribuyen al desarrollo temprano del abuso del alcohol. Los enfoques como el manejo de contingencias y las entrevistas motivacionales han demostrado ser medios efectivos para tratar el abuso de sustancias en adolescentes impulsivos al centrarse en las recompensas positivas y redirigirlas hacia objetivos más saludables. Se ha demostrado que educar a los jóvenes en lo que se considera consumo excesivo de alcohol junto con ayudarlos a enfocarse en sus propios comportamientos de consumo cambia efectivamente sus percepciones sobre el consumo de alcohol y podría ayudarlos a evitar el abuso del alcohol. Detener completamente el consumo de alcohol o "abstinencia" es el objetivo ideal del tratamiento. Una red social fuerte y el apoyo familiar tal vez sean importantes para lograr este objetivo.
Algunas personas que abusan del alcohol pueden reducir la cantidad que beben, lo que también se conoce como "beber con moderación". Si este método no funciona, la persona puede necesitar probar la abstinencia. Muchos alcohólicos han logrado la abstinencia con la ayuda de la organización Alcohólicos Anónimos[cita requerida]
Los programas de intervención basados en la terapia cognitiva (que alientan a las personas a tomar conciencia de sus propias experiencias en el momento presente y de las emociones que surgen de los pensamientos) pueden reducir el consumo de alcohol..

## Epidemiología
Se dice que el abuso del alcohol es más común en personas de entre 15 y 24 años, según Moreira 2009. Sin embargo, este estudio particular de 7275 estudiantes universitarios en Inglaterra no recopiló datos comparativos de otros grupos de diferente edad o países.
Las causas del abuso de alcohol son complejas y es probable que sean la combinación de muchos factores, desde enfrentar el estrés hasta el desarrollo infantil. El Departamento de Salud y Servicios Humanos de EE. UU. Identifica varios factores que influyen en el consumo de alcohol en adolescentes, como la asunción de riesgos, las expectativas, la sensibilidad y la tolerancia, la personalidad y la comorbilidad psiquiátrica, los factores hereditarios y los aspectos ambientales. Los estudios demuestran que el maltrato infantil, como el abandono, el abuso físico y/o sexual, así como el tener padres con problemas de abuso de alcohol, aumenta la probabilidad de que el niño desarrolle trastornos por consumo de alcohol más adelante en la vida. Según Shin, Edwards, Heeren y Amodeo (2009), el consumo de alcohol entre menores es más frecuente entre los adolescentes que experimentaron múltiples tipos de maltrato infantil independientemente del abuso de alcohol por parte de los padres, lo que los pone en un mayor riesgo de trastornos por consumo de alcohol. Los factores genéticos y ambientales juegan un papel en el desarrollo de los trastornos por consumo de alcohol, dependiendo de la edad. La influencia de los factores de riesgo genéticos en el desarrollo de trastornos por consumo de alcohol aumenta con la edad que va del 28% en la adolescencia al 58% en adultos.

## Pronóstico

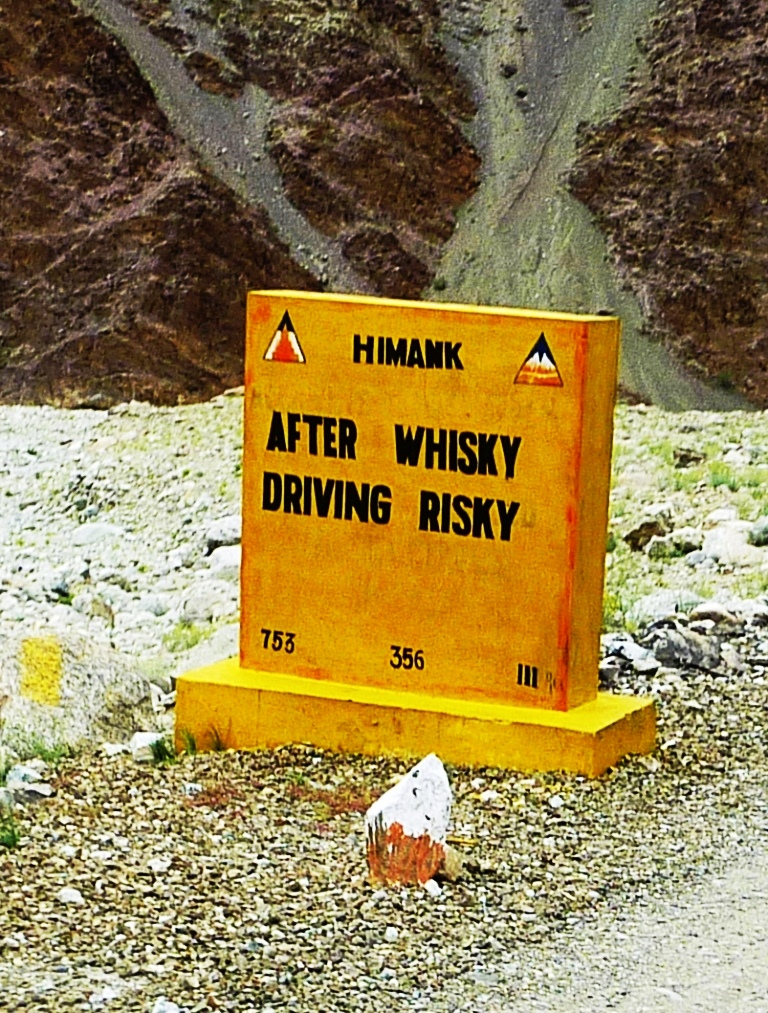
"Después de Whiskey Driving Risky". cartel de seguridad en Ladakh, India

El abuso de alcohol durante la adolescencia, especialmente la adolescencia temprana (es decir, antes de los 15 años), puede provocar cambios a largo plazo en el cerebro que los deja en mayor riesgo de alcoholismo en los años posteriores; los factores genéticos también influyen en la edad de inicio del abuso de alcohol y el riesgo de alcoholismo. Por ejemplo, alrededor del 40 por ciento de quienes comienzan a beber alcohol antes de los 15 años desarrollan dependencia del alcohol en la vida posterior, mientras que solo el 10 por ciento de aquellos que no comenzaron a beber hasta los 20 años desarrollaron un problema de alcohol en su vida posterior. No está del todo claro si esta asociación es causal, y se sabe que algunos investigadores están en desacuerdo con esta opinión.
Los trastornos por consumo de alcohol a menudo causan una amplia gama de deficiencias cognitivas que resultan en un deterioro significativo de la persona afectada. Si se ha producido una neurotoxicidad inducida por el alcohol, se requiere un período de abstinencia de un promedio de un año para revertir los déficits cognitivos del abuso de alcohol.
Los estudiantes universitarios que consumen grandes cantidades de alcohol (tres o más veces en las últimas dos semanas) tienen 19 veces más probabilidades de ser diagnosticados con dependencia del alcohol, y 13 veces más probabilidades de ser diagnosticados con abuso de alcohol en comparación con los bebedores episódicos no intensos, aunque la causalidad no está clara. Los consumidores ocasionales con atracones (una o dos veces en las últimas dos semanas) tuvieron cuatro veces más probabilidades de ser diagnosticados con abuso de alcohol o dependencia en comparación con los bebedores episódicos no intensos

## Sociedad y cultura

Resultados del estudio ISCD 2010 que muestra que el alcohol tiene el mayor costo económico para la sociedad de todas las drogas consideradas.

La introducción de alcopops, bebidas alcohólicas dulces y de sabor agradable, fue responsable de la mitad del aumento del abuso del alcohol entre los jóvenes de 15 y 16 años, según una encuesta en Suecia. En el caso de las niñas, los alcopops, que disfrazan el sabor del alcohol, fueron responsables de dos tercios del aumento. El abuso del alcohol está altamente asociado con el suicidio adolescente. Los adolescentes que abusan del alcohol tienen 17 veces más probabilidades de suicidarse que los adolescentes que no beben.
Un número considerable de jóvenes está en programas de recuperación de trastornos por consumo de sustancias. Debido a que los jóvenes pasan la mayor parte de su tiempo en la escuela, se han desarrollado las “escuelas de recuperación”, que son programas educativos orientados a ayudar a los jóvenes a recuperarse de trastornos por consumo de sustancias. Estos programas se dividen en las RHS (Recovery High Schools), que otorgan diplomas de secundaria y ofrecen una gama de servicios terapéuticos; y las CRC (Collegiate Recovery Communities), que ofrecen servicios de apoyo terapéutico y de abstinencia en los campus universitarios.

### Costes sociales y económicos
El abuso del alcohol está asociado con muchos accidentes, peleas, delitos de conducción y relaciones sexuales sin protección. El alcohol es responsable en el mundo de 1.8 millones de muertes y resulta en discapacidad en aproximadamente 58.3 millones de personas. Aproximadamente el 40 por ciento de los 58.3 millones de personas discapacitadas por el abuso del alcohol son discapacitadas debido a trastornos neuropsiquiátricos relacionados con el alcohol. En Sudáfrica, donde la infección por VIH es epidémica, los consumidores de alcohol se exponen a duplicar el riesgo de esta infección. Los problemas causados por el abuso del alcohol en Irlanda costaron aproximadamente 3700 millones de euros en 2007. Además, el abuso del alcohol aumenta el riesgo de que las personas experimenten o cometan actos de violencia sexual.
En los Estados Unidos, muchas personas son arrestadas por beber y conducir. Además, las personas que cometen una gran parte de diversos delitos violentos, incluidos el abuso infantil, el homicidio y el suicidio están bajo la influencia del alcohol. Las personas de los grupos minoritarios se ven afectados de manera desproporcionada por problemas relacionados con el alcohol, con la excepción de los asiático-americanos.
Además, según los estudios de bebedores alcohólicos actuales y antiguos en Canadá, el 20% de ellos saben que su consumo de alcohol ha tenido un impacto negativo en sus vidas en varias áreas vitales, incluidas las finanzas, el trabajo y las relaciones.
El uso indebido de alcohol le cuesta al Servicio Nacional de Salud del Reino Unido 3000 millones de libras (£) por año. El costo para los empleadores es de 6400 millones de libras esterlinas por año. Estas cifras no incluyen el crimen y los problemas sociales asociados con el uso indebido del alcohol. El número de mujeres que beben alcohol con regularidad casi alcanzó al de los hombres.